# Liste der Kulturdenkmäler in Gebhardshain
In der Liste der Kulturdenkmäler in Gebhardshain sind alle Kulturdenkmäler der rheinland-pfälzischen Gemeinde Gebhardshain aufgelistet. Grundlage ist die Denkmalliste des Landes Rheinland-Pfalz (Stand: 4. Mai 2023).

## Einzeldenkmäler
| Bezeichnung                                 | Lage                               | Baujahr                     | Beschreibung | Bild            |
| ------------------------------------------- | ---------------------------------- | --------------------------- | --- | --------------- |
| Bürgerhaus                                  | Betzdorfer Straße 5 Lage           | Anfang des 20. Jahrhunderts | ehemaliges Hotel Kaus; Jugendstilbau, originale Farbverglasung, Anfang des 20. Jahrhunderts | BW              |
| Katholische Pfarrkirche St. Maria Magdalena | Kirchplatz Lage                    | 1860–62                     | neuromanische Basilika, 1860–62, Architekt Court, Siegburg, nach Plänen der Kirche in Stieldorf von Ernst Friedrich Zwirner, 1850/51; Turm bis Firsthöhe vom Vorgängerbau aus dem 13. Jahrhundert | Fotos hochladen |
| Evangelische Pfarrkirche                    | Kirchstraße Lage                   | 1862/63                     | neuromanischer Saalbau, 1862/63, Architekt Kreisbaumeister L. Fortemps, Kirchen, Bauaufsicht Court                                                                                                | Fotos hochladen |
| Westerwälder Hof                            | Liebergstraße 4 Lage               | gegen 1800                  | zweiteilige Gebäudegruppe: Fachwerkhaus, wohl gegen 1800, massiver Anbau, Anfang des 20. Jahrhunderts                                                                                             | BW              |
| Wohnhaus                                    | Mittelstraße 15 Lage               | 17. oder 18. Jahrhundert    | Fachwerkhaus, teilweise massiv, verschiefert, wohl aus dem 17. oder 18. Jahrhundert | BW              |
| Wohnhaus                                    | Mittelstraße 17 Lage               | 18. Jahrhundert             | stattliches Fachwerkhaus, 18. Jahrhundert | BW              |
| Kriegerdenkmal                              | Raiffeisenstraße Lage              | 1884                        | Kriegerdenkmal 1870/71; Sockel, Obelisk und Eisernes Kreuz, bezeichnet 1884 | BW              |
| Friedhofskreuz                              | Schulstraße, auf dem Friedhof Lage | 1880                        | neugotisches Friedhofskreuz (?), bezeichnet 1880 | BW              |